# Алексий (Серёдкин)
Епископ Алексий (Серёдкин, ум. 26 апреля 1899, Самара) — епископ Древлеправославной Церкви Христовой (старообрядцев, приемлющих белокриницкую иерархию), епископ Самарский и Симбирский.

## Биография
15 ноября 1879 года в Хвалынске хиротонисан во епископа Самарского и Симбирского. Хиротонию совершил архиепископ Измаильский Виссарион в сослужении других архиереев.
Хиротония состоялась несмотря на то, что Московская архиепископия не почисляла на покой его предшественника епископа Амвросия (Гераськова), который, впрочем, ни активностью ни образованностью не отличался. Лишь в 1885 году епископ Амвросий официально ушёл на покой, а в 1886 году на Самарскую и Симбирскую кафедру был возведён епископ Алексий.
В октябре 1898 года в Москве принял участие в Освященном Соборе «старообрядствующих епископов Российской области».
Скончался 26 апреля 1899 года в Самаре.